# Sinfonía n.º 100 (Haydn)

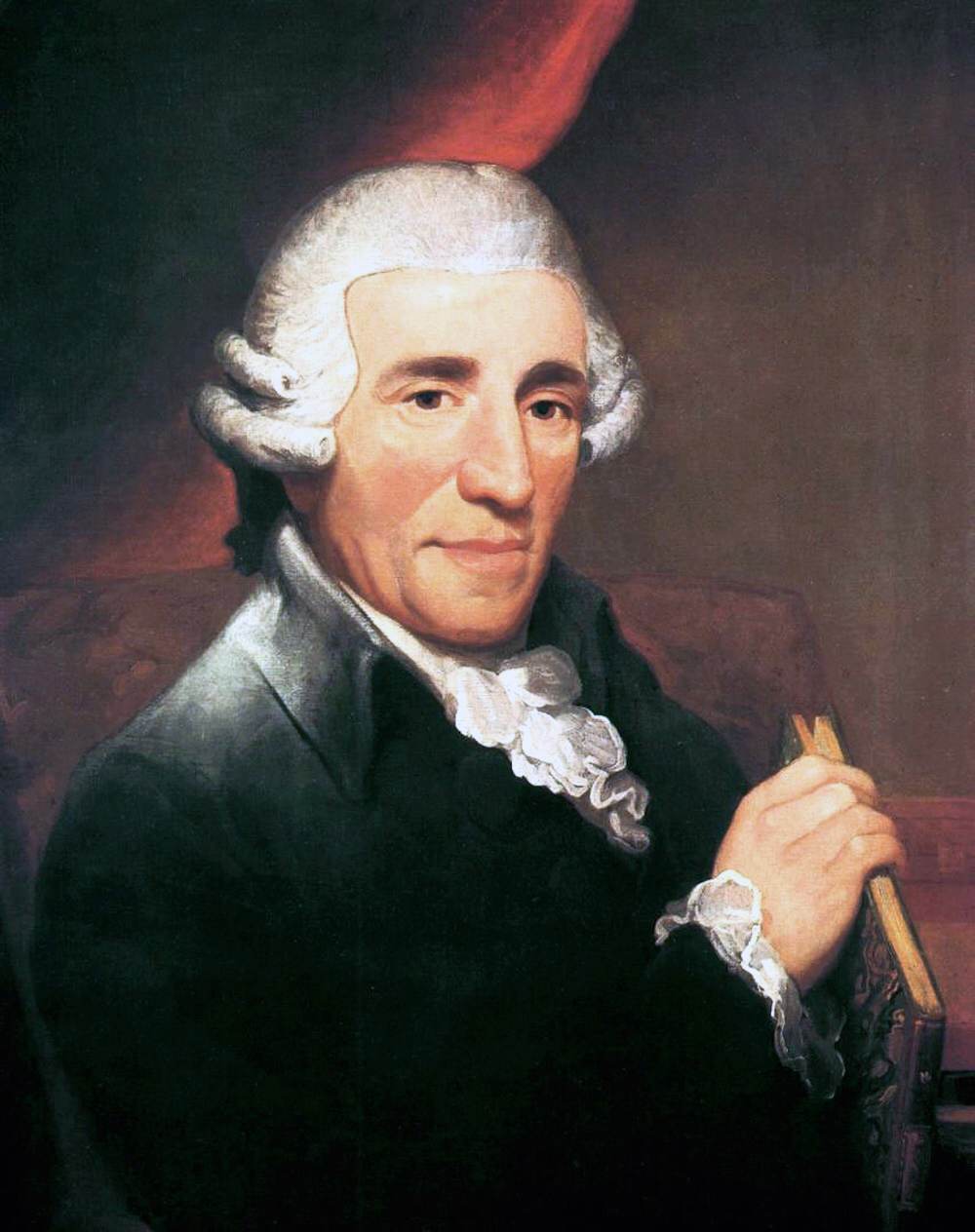
Haydn en 1791.

La Sinfonía n.º 100 en sol mayor, Hob. I:100, también conocida como Militar, fue compuesta por Joseph Haydn en 1793 o 1794. Es la octava de las denominadas Sinfonías de Londres (n.º 93 - 104).

## Historia

### Composición
La producción sinfónica del maestro austríaco puede dividirse a grandes rasgos en tres bloques temporales: el primer bloque (1757-1761) se corresponde con su periodo al servicio del conde Carl von Morzin (n.º 1 - n.º 5); el segundo bloque en la corte Esterházy (1761-1790 pero con la última sinfonía para el público de Esterházy en 1781); y el tercer bloque (1782-1795) comprende las Sinfonías de París (n.º 82 - n.º 87) y las Sinfonías de Londres (n.º 93 - n.º 104). El 1 de mayo de 1761 el compositor firmó su contrato como vice-kapellmeister (más tarde kapellmeister) de la familia Esterházy, que nominalmente duró 48 años, hasta su muerte.
La composición de esta pieza se desarrolló en 1793 o 1794. Según Steinberg, fue compuesta a principios de 1794 en parte en Viena y en parte en Londres. Se conserva la partitura manuscrita autógrafa. Haydn había sido compositor de la corte del príncipe Nicolás Esterházy durante 28 años cuando éste murió en 1790. El sucesor de Nicolás, su hijo Antón, no era un gran aficionado a la música y desmanteló en gran medida el entramado musical de la familia. El compositor se trasladó a Viena y no tardó en recibir numerosas ofertas de empleo. La más interesante procedía del violinista y empresario Johann Peter Salomon, que le ofreció una considerable suma de dinero para presentar varias obras nuevas en una serie de conciertos en Inglaterra, en lo que sería su primer viaje fuera de Austria. Su primera estancia en Londres, que fue un gran éxito según todos los testimonios, empezó el 1 de enero de 1791 y finalizó en julio de 1792 con su regreso a Viena. Con motivo de este viaje el compositor escribió una primera serie de seis sinfonías "londinenses" (n.º 93 - 98).
Tras su glorioso primer viaje a Inglaterra, Haydn se enfadó y se desanimó en Viena, donde el príncipe Antón había trasladado la corte. Aunque seguía siendo el kapellmeister oficial de Esterházy y con sueldo completo, no tenía obligaciones. La prensa no se hizo eco de su regreso ni de su gran éxito en el extranjero. Su querido Mozart había muerto y su esposa se comportaba de manera más enfermiza que nunca, al estilo de Jantipa. Además había pasado un desagradable año con el joven y descarado Beethoven, que había venido de Bonn para estudiar con él. Beethoven le dejó claro que Mozart habría sido su primera opción si aún viviera. Por eso, cuando Johann Peter Salomon invitó a Haydn a volver a Inglaterra para dos temporadas más de conciertos, estaba preparado. Consiguió el permiso del príncipe Antón (que le mantenía en nómina como trofeo) y partió de Viena el 19 de enero de 1794, acompañado por su copista y devoto factótum, Joseph Elssler. Ya había completado la n.º 99, así como algunas partes de las n.º 100 y 101. Llegó a Inglaterra en febrero de 1794 y durante los meses siguientes ofreció una nueva temporada de doce conciertos en Hanover Square Concert Rooms, donde una orquesta experta ahora incluía clarinetes. La n.º 100 es la segunda dentro de la segunda serie de seis sinfonías "londinenses" (n.º 99 - 104) escritas por Haydn para su segunda visita a Inglaterra.
El sobrenombre Militar deriva del segundo movimiento, que presenta llamativas fanfarrias para trompetas en do y efectos de percusión. Un crítico escribió tras el estreno que el segundo movimiento evocaba el «infernal murmullo de la guerra aumentando a un clímax de horrible sublimidad!»

### Estreno y publicación

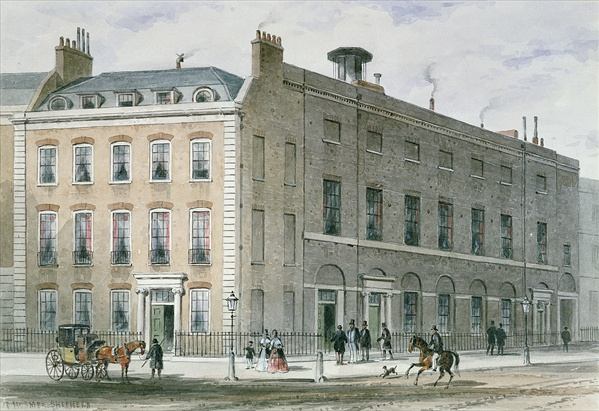
Hanover Square de Londres, lugar del estreno.

El estreno se celebró el 31 de marzo de 1794 en Hanover Square Concert Rooms en Londres. Salomon y él dirigieron juntos desde el clavecín y la silla de concertino, respectivamente. La fecha coincidió con el 62º cumpleaños de Haydn. Contituyó el tercer y último estreno de la temporada de 1794. Una segunda representación tuvo lugar el 7 de abril del mismo año.
La primera edición fue llevada a cabo en 1799 por el editor Johann André.

## Instrumentación
La partitura está escrita para una orquesta formada por:
- Viento madera: 2 flautas, 2 oboes, 2 clarinetes en do y 2 fagotes.
- Viento metal: 2 trompas y 2 trompetas.
- Percusión: timbales, bombo, platillos y triángulo.
- Cuerda: una sección de cuerdas con 2 violines, viola, violonchelo y contrabajo.

En varias ediciones de la obra solo se indica una flauta. Las partes para los dos clarinetes aparecen solo en el segundo movimiento. También en el segundo movimiento en la cuerda las violas pasan a ser dos. La orquestación resulta novedosa debido a la incorporación de bombo, platillos y triángulo, que instrumentos de percusión de origen turco y solo se habían incluido en la orquesta en ópera. En cuanto a la participación del clavecín como bajo continuo en las sinfonías de Haydn existen diversas opiniones entre los estudiosos: James Webster se sitúa en contra; Hartmut Haenchen a favor; Jamie James en su artículo para The New York Times presenta diferentes posiciones por parte de Roy Goodman, Christopher Hogwood, H. C. Robbins Landon y James Webster. A partir de 2019 la mayor parte de las orquestas con instrumentos modernos no utiliza el clavecín como continuo. No obstante, existen grabaciones con clavecín en el bajo continuo realizadas por: Trevor Pinnock (Sturm und Drang Symphonies, Archiv, 1989-1990); Nikolaus Harnoncourt (n.º 6–8, Das Alte Werk, 1990); Sigiswald Kuijken (incluidas las Sinfonías de París y Londres; Virgin, 1988-1995); Roy Goodman (Ej. n.º 1-25, 70-78, 82-87; Hyperion, 2002). 
Numerosas fuentes muestran que Haydn dirigió sus sinfonías en los conciertos de Londres inicialmente desde el clavecín y a partir de 1792 desde el pianoforte, como era la práctica interpretativa de la época. Esto indica el uso de un instrumento de teclado (es decir, clavecín o pianoforte) como continuo en las Sinfonías de Londres. Incluso James Webster, uno de los principales detractores del uso del clavecín como continuo, excluye las sinfonías londinenses de su idea de que Haydn no empleó clavecín u otro instrumento de teclado para tocar el continuo. "Y, por supuesto, el argumento se refiere exclusivamente a las sinfonías anteriores a Londres y a las interpretaciones fuera de Inglaterra".

## Estructura y análisis
La sinfonía consta de cuatro movimientos:
- I. Adagio – Allegro, en sol mayor 2
2
- II. Allegretto, en do mayor 2
2
- III. Menuet. Moderato – Trío, en sol mayor 3
4
- IV. Finale. Presto, en sol mayor 6
8

La interpretación de esta obra dura aproximadamente entre 20 y 25 minutos. Desde sus primeras interpretaciones la sabiduría convencional ha sostenido que Haydn conmemoraba la Guerra de la Convención en curso contra Francia. Pero lo más probable es que estuviera recordando la incursión otomana de 1788-1790 en el Imperio Habsburgo, durante la cual José II cayó enfermo en el frente y murió posteriormente. La música de trompeta del segundo movimiento era un toque real del ejército conocida como el Saludo General Austriaco. En la actualiada esta sinfonía, salvo el movimiento lento, suena exuberante e incluso alegre con sus característicos destellos de humor. Pero Haydn evocó con seriedad la guerra, al igual que hizo varios años más tarde en sus Missas In tempore belli e In angustiis, también conocida como "Lord Nelson". Más adelante Beethoven hizo lo mismo en Fidelio, en el Agnus Dei de su Missa solemnis, y en el Finale de la Novena Sinfonía. Es una obra monotemática y contiene aún más sorpresas que la Sinfonía Sorpresa, además de una mayor finura y un dominio total de los medios.

### I.Adagio– Allegro
El primer movimiento, Adagio – Allegro, está escrito en la tonalidad de sol mayor, en compás alla breve y sigue la forma sonata. Se abre con una introducción lenta que deja entrever los motivos que más tarde aparecerán en el movimiento. El Allegro arranca con un tema de danza orquestado solo para flautas y oboes, que es repetido por la cuerda una octava más grave. La asignación del tema principal a una flauta y dos oboes es algo sin precedentes en la música de concierto antes de 1794. El tutti modula a la dominante para presentar el segundo tema, que comienza con el primer tema transportado a re mayor. Este tema se desarrolla brevemente en re menor y entonces surge un nuevo tema en la dominante con un motivo ondulante en los violines. El empleo de Haydn de temas y tonalidades demuestra un aspecto importante de la forma sonata: el segundo tema se define por la nueva tonalidad, no solo por ser un nuevo tema. La repetición del primer tema en la dominante en el compás 75, es por lo tanto el inicio de la sección del segundo tema, aunque este no aparezca hasta unos veinte compases más tarde. Una codetta en tutti lleva la exposición a su fin. Tras una repetición, el desarrollo empieza con una gran pausa de dos calderones, surge entonces el motivo ondulante en la lejana tonalidad de si bemol mayor y es desarrollado mediante la modulación a lo largo de varias tonalidades. El primer tema regresa en mi mayor y se desarrolla junto con el motivo ondulante en busca de la tónica para la recapitulación. En la recapitulación la respuesta al tema de danza inicial es interpretada por el tutti en vez de solo las cuerdas. El motivo ondulante reaparece en repetidas ocasiones y toda la orquesta concluye mediante una coda.

### II.Allegretto
El segundo movimiento, Allegretto, está en do mayor y en compás alla breve. El movimiento lento es el que da el sobrenombre Militar a la obra y deriva de un movimiento de un antiguo Concierto para Lire Organizzata en sol, Hob. VIIh:3, que compuso Haydn para Fernando IV, rey de Nápoles. La estructura se organiza en una forma ternaria con una sección central en modo menor. La instrumentación es más rica que en los otros movimientos. Es el único en el que se emplean dos voces para viola y clarinete, pero lo más destacable es el empleo de instrumentos «turcos» (triángulo, platillos y bombo) que hacen su primera aparición en la sección central en modo menor. Concluye con una coda extendida protagonizada por una llamada de corneta para solo de trompeta, un redoble de timbal, que fue una revolucionaria técnica del instrumento y un fuerte estruendo en la bemol mayor.

### III.Menuet. Moderato– Trío
El tercer movimiento, Menuet. Moderato – Trio, está en sol mayor y en compás de 3/4. Contrastando con la tendencia de Haydn a acelerar sus minuetos, en este se mentiene en un tempo moderato, de lo que resulta un minueto al estilo aristocrático algo anticuado. El trío presenta un pasaje de ostinato con puntillo y en forte realzado con timbales. Según Dettmer este pasaje podría haber servido de inspiriación a Umberto Giordano para la escena inicial de su ópera Andrea Chénier.

### IV.Finale.Presto
El cuarto y último movimiento, Finale. Presto, retoma la tonalidad inicial, el compás de 6/8. El Finale responde a la forma sonata rondó. El tema principal se convirtió en una melodía popular en su época. En la parte central del movimiento tiene lugar una sección parecida a un desarrollo que contiene un repentino golpe de timbal recorriendo varias tonalidades. Hacia el final del movimiento, los instrumentos turcos vuelven a dar color a las secciones de tutti hasta llegar al fin.

## Recepción de la obra
La sinfonía cosechó un gran éxito tras su estreno en Londres. El público exigió un bis tras el segundo movimiento, en el que se introdujeron instrumentos "turcos" (triángulo, platillos y bombo) que hasta entonces sólo se habían escuchado en la ópera. Esta escena se repitió en la segunda representación el 7 de abril y lo mismo ocurrió tras el Finale de impacto.